# Вдовичка широкохвоста
Вдовичка широкохвоста (Vidua obtusa) — вид горобцеподібних птахів родини вдовичкових (Viduidae).

## Поширення
Вид поширений в акацієвій савані та рідколіссях міомбо від Анголи до Уганди, Танзанії та Мозамбіку.

## Опис
Дрібний птах, завдовжки 13-14 см, вагою 17-26 г. Це стрункий на вигляд птах, із закругленою головою, міцним і конічним дзьобом, загостреними крилами та хвостом з квадратним закінченням. У самців верхня частина тіла та хвіст чорні. У шлюбний період хвіст виростає до 28 см завдовжки. Груди та боки шиї каштанові. Черево біле. У самиць верхня частина тіла коричнева з темнішими смугами, нижня частина тіла світло-сіра. На голові від лоба до потилиці проходять дві темно-коричневі смуги, також від скроні по боках шиї проходить коричнева смуга, а над очима світло-сірі брови. В обох статей очі темно-карі, а ноги і дзьоб світло-помаранчеві у самиць і чорні у самця.

## Спосіб життя
Поза сезоном розмноження трапляється у змішаних зграях з астрильдовими і ткачиковими. Живиться насінням трав, яке збирає на землі. Рідше поїдає ягоди, дрібні плоди, квіти, комах.

## Розмноження
Сезон розмноження триває з січня-лютого по липень. Гніздовий паразит. Підкладає свої яйця у гнізда астрильдів Pytilia afra. За сезон самиці відкладають 2-4 яйця. Пташенята вилуплюються приблизно через два тижні після відкладення: вони народжуються сліпими і немічними. Вони мають мітки на сторонах рота і горла, ідентичні тим, як у пташенят астрильдів, внаслідок чого їх не можна відрізнити. Пташенята ростуть разом з пташенятами прийомних птахів, слідуючи їхньому циклу росту. Вони залишають гніздо через три тижні після вилуплення, але незалежними стають до півторамісячного віку. Часто ці пташенята залишаються у зграї своїх прийомних батьків.